# Estadio Victoria (Aguascalientes)
El Estadio Victoria es un recinto deportivo ubicado en la ciudad de Aguascalientes, México, es casa del equipo de fútbol Necaxa. Tiene capacidad para 25 500 espectadores, cuenta con 11 salidas de emergencia y dispone de un merendero dentro del propio estadio. El nombre del estadio fue vendido en concesión de 25 años al Grupo Modelo, el cual le asignó el nombre de Victoria por la marca de una de sus cervezas.

## Historia
El Estadio Victoria de Aguascalientes, desde el torneo Apertura 2003, es la nueva casa de los Rayos del Necaxa.
Este estadio se construyó en la céntrica colonia Héroes (frente al histórico parque de béisbol "Alberto Romo Chávez"), en lo que antes era el Estadio Municipal; de terreno estatal y construcción municipal pasó a ser de un Patronato al Fomento de Fútbol.
El inmueble actualmente se ubica en la denominada Área Deportiva de Aguascalientes que alberga un parque de béisbol, un gimnasio, una cancha de basquetbol, un velódromo, una alberca semi-olímpica, entre otros.
El intento de atraer a la gente al Estadio Azteca nunca dio resultado para el Necaxa, es por eso que la directiva decidió en el 2003 mudar la franquicia a tierras hidrocálidas.

## Cronología
- 2003 (26 de julio): Inauguración del Estadio Victoria, con un partido amistoso en contra del Club Deportivo Guadalajara quienes ganaron por un gol a cero. El primer gol lo anotó Jorge Barrera del Guadalajara, de tiro penal en la portería sur.
- 2003: Primer juego amistoso internacional (segundo desde la inauguración) contra AS Roma, con empate a un gol por equipo. En este juego el arquero paraguayo Rubén Ruíz Díaz "La Bomba", detuvo un penal a Francesco Totti. El gol del Necaxa fue obra de Rodolfo Espinoza "El Fito".
- 2003: El debut en torneo oficial fue en contra del Club San Luis, con empate a uno, donde Víctor Ruiz se convirtió en el primer anotador del Necaxa en su nueva casa.
- 2003: Histórico triunfo del Necaxa dos semanas después, cuando vencieron 2-0 al Atlante con goles del argentino Alfredo Moreno "El Chango".
- 2003: El Victoria vivió su primera liguilla, en la que el Necaxa perdió 3-1 contra los Tuzos de Pachuca.
- 2004: Primer juego oficial de selecciones, México 8-0 Dominica.
- 2005: En pretemporada, Necaxa vence 3-1 a Chivas USA.
- 2006: Sede del XXXVI Tazón Azteca de Fútbol Americano celebrado por la ONEFA entre la Selección de México y "All Stars" NCAA División III, con un marcador favorable de los norteamericanos por 28 a 7. Disputado el día 16 de diciembre.
- 2007: El Victoria alberga tres partidos del torneo de Copa Libertadores de América.
- 2007: Se juega el primer encuentro entre veteranos históricos del Necaxa y de las Chivas Rayadas de Guadalajara.
- 2007: El escenario sirvió para un concierto de Shakira celebrado el viernes 11 de mayo de 2007, siendo pionero para llevar más eventos de este tipo a la ciudad de Aguascalientes.
- 2009: El sábado 2 de mayo de 2009 se juega el último partido de primera división en la historia de este estadio, entre el Atlante y el Necaxa con marcador de empate a un gol, este juego fue a puerta cerrada a causa de la epidemia de Gripe A H1N1.
- 2009: Se juega la primera final (partido de ida) en la historia del estadio, el partido fue Necaxa vs Irapuato , el resultado fue 1 - 0 en favor del local y el sábado siguiente el Necaxa se proclama como primer campeón de la Liga de ascenso de México.
- 2010. Se juega la final de ida del Bicentenario 2010 ganando el Necaxa con un resultado de 3-0 frente a los Esmeraldas de León, presentando un lleno total de mayoría Necaxista, al sábado siguiente el Necaxa pierde 2 a 1 pero el global queda 4-2 a favor de los hidrocálidos y se proclaman bicampeones volviendo a primera división.
- 2011. Nuevamente el Necaxa se despide de primera división con su gente, por segunda vez en 2 años (2009), el Necaxa desciende, ahora en un partido ante Pumas, el viernes 22 de abril de 2011, donde pierden 1-0 (antes de este partido el equipo ya estaba matemáticamente descendido).
- 2013. Necaxa recibe el partido de vuelta en la final del torneo Clausura 2013 de liga de ascenso contra el equipo de Neza FC, el marcador fue favorable para los visitantes por 0-1. Necaxa pierde la oportunidad de contender por el ascenso a primera división.

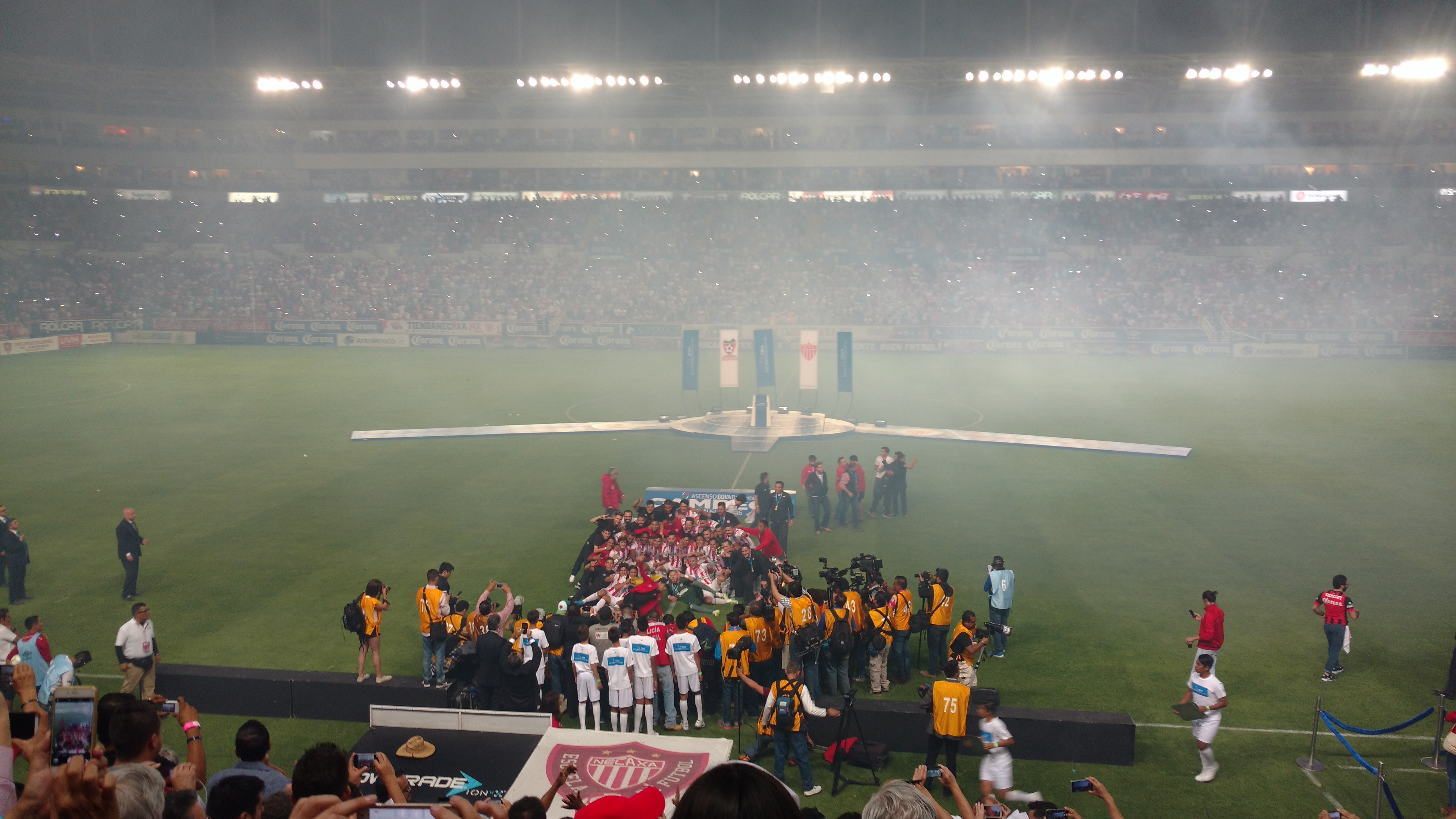
La celebración del campeonato después de la final del Clausura 2016

- 2014. Necaxa recibe el partido de ida en la Final del Torneo Apertura 2014 de liga de ascenso contra el equipo de Coras de Tepic, el marcador quedó 0-0 pero en el partido de vuelta en la Arena Cora, en penales, el Necaxa se proclama campeón.
- 2015. Necaxa recibe el partido de vuelta en la final de ascenso ante Dorados de Sinaloa, el marcador es favorable de los visitantes, 0-2, y el Necaxa deja una vez más pasar la oportunidad de regresar a la primera división.
- 2016. Se disputa la final de vuelta del Torneo Clausura 2016 entre el Necaxa y los Mineros de Zacatecas, Necaxa llegaba al partido con ventaja de 2-0. En ese partido empataron 0-0 pero el marcador global fue favorable a Necaxa que se volvió a proclamar campeón (primer título que ganan en este estadio) y su pase a la Final de Ascenso contra Juárez, por su posición reciben el partido de ida en casa y sacan la mínima ventaja de 1-0 con gol de Jahir Barraza en el 77', pero en el partido de vuelta en Ciudad Juárez ganan 2-0 y con global de 3-0, Necaxa regresa a la primera división después de 5 años.
- 2016. Ante un lleno total, el 16 de julio reciben a Cruz Azul en el primer partido del Necaxa en primera división después de 5 años, el resultado fue de empate a cero.
- 2018. El 11 de abril el Estadio Victoria es testigo de la primera gran final de un torneo mientras el Necaxa es miembro de la Liga Bancomer MX, en un partido muy peleado el Necaxa sale campeón de la Copa MX ante el Toluca gracias a un autogol en los minutos finales del partido.

## Partidos internacionales
| Clasificación para el Mundial de 2006; 27 de junio de 2004 | México                                                                          | 8:0 (5:0) | Dominica | Estadio Victoria, Aguascalientes, México          |                                                   |
|                                                            | Bautista 2' 36' · Lozano 17' 61' · Borgetti 33' 38' · Oteo 59' · Altamirano 76' | Reporte   |          | Asistencia: 17,000 espectadores Árbitro(s): Stott | Asistencia: 17,000 espectadores Árbitro(s): Stott |